# Ibrahim ibn Said al-Sahli
Ibrahim ibn Said al-Sahli (fl. XI secolo) è stato un astronomo arabo dell'XI secolo.

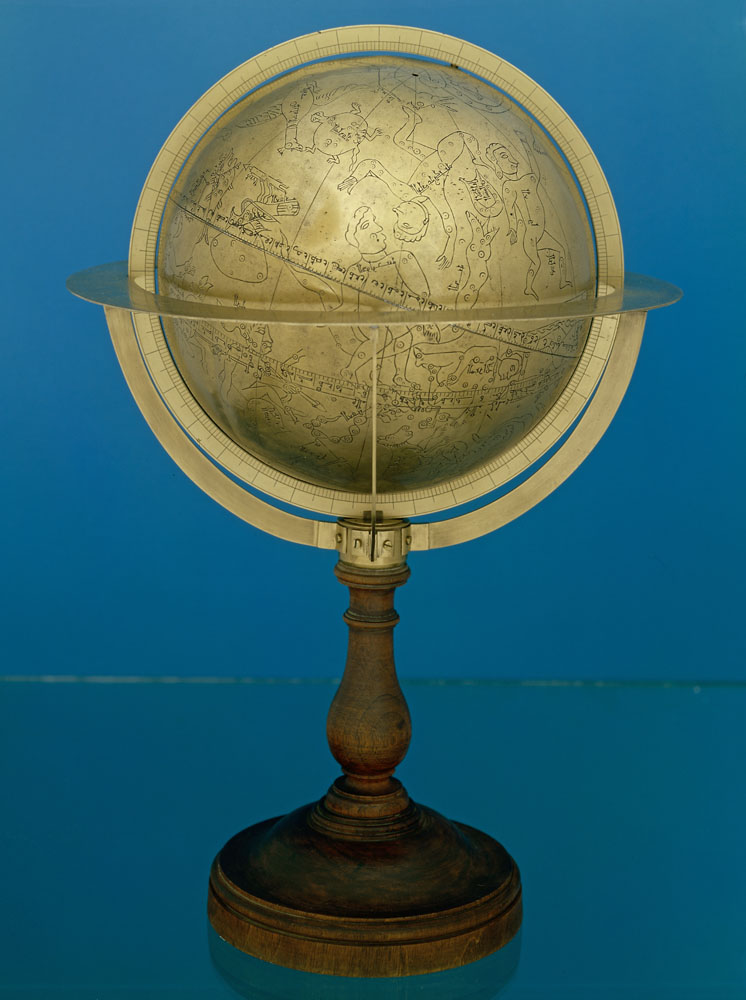
Globo celeste di Said al-Sahli. Museo Galileo, Firenze.

Attivo tra il 1050 e il 1090, è noto come uno tra i maggiori costruttori di globi, tra cui il globo celeste conservato al Museo Galileo di Firenze, ritenuto il più antico globo celeste arabo esistente al mondo. Ibrâhim 'Ibn Saîd lo fabbricò a Valencia, in collaborazione con il figlio Muhammad, nell'anno 478 dell'Egira (1085 dell'età cristiana). Lo strumento fu acquistato e studiato nella seconda metà dell'Ottocento da Ferdinando Meucci, direttore del Museo di Fisica e Storia Naturale di Firenze. Lavorò a Valencia e a Toledo. È ricordato tra gli studenti di matematica in Andalusia in un libro scritto nel 1068. Dello stesso artefice sono quattro astrolabi costruiti tra il 1067 e il 1086.